# المبيعات العسكرية الأجنبية

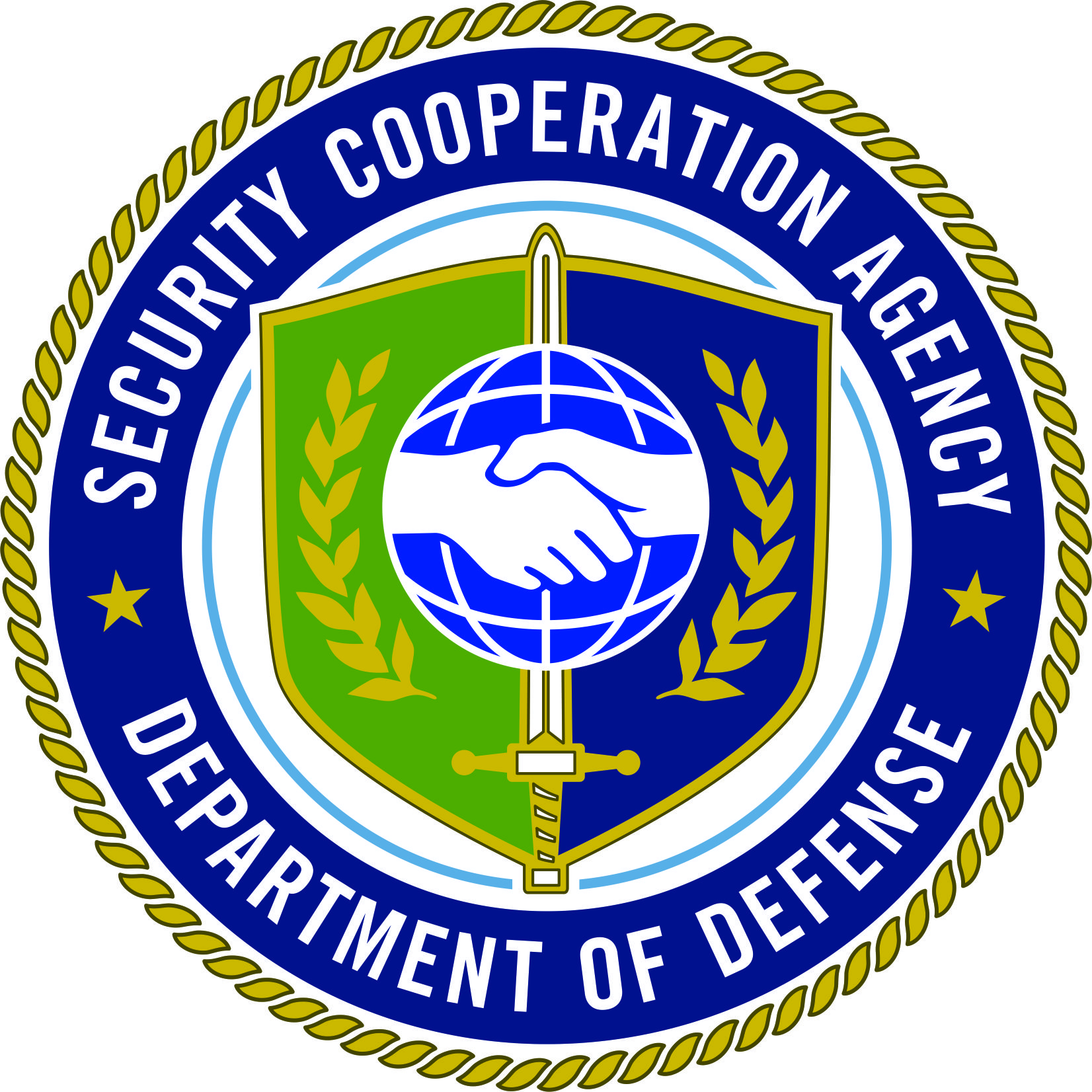

المبيعات العسكرية الأجنبية (بالإنجليزية: Foreign Military Sales) وتختصر FMS ، هي هيئة حكومية تابعة لوزارة الدفاع الأمريكية ومقرها الرئيسي العاصمة الأمريكية واشنطن ، وقسم المبيعات العسكرية الأجنبية تتلخص في بيع الآلات الحربية من المركبات والطائرات الجوية والصواريخ إلى دول متحالفة معها، بينما ترفض هيئة المبيعات العسكرية بيع أي تقنية هامة للأمن القومي الأمريكي إلى دول صديقة بسبب التفوق التكنولوجي العالي مثل طائرة إف - 22 رابتور.
وحسب مصدر في القوات الجوية الأمريكية ، فقد تم بيع الآلات الحربية إلى دول التحالف، وخاصة العالم الثالث ومنها :
- باكستان.
- مصر.
- السعودية.
- الهند.
- العراق.

## وصلات خارجية
- DSCA Foreign Military Sales program page
- AFSAC - The Air Force Security Assistance Center
- Frida Berrigan and William D. Hartung  [لغات أخرى]‏, with Leslie Heffel. "Human Rights Records of Top 25 U.S. Arms Recipients in the Developing World". World Policy Institute, June 2005.
- Frida Berrigan and William D. Hartung  [لغات أخرى]‏, with Leslie Heffel. "U.S. Weapons Sales to 25 Active Conflict Nations". World Policy Institute, June 2005.